# Хирле-Сир
Хи́рле-Сир (чув. Хĕрлĕ Çыр) — деревня в Чебоксарском районе Чувашской Республики. Входит в состав Лапсарского сельского поселения.

## География
Находится в северной части Чувашии на расстоянии менее 1 км на запад по прямой от районного центра поселка Кугеси.

## История
Известна с 1858 года, когда здесь было 83 жителя. В 1897 году учтено 104 жителя, в 1926 — 26 дворов, 123 жителя, в 1939—134 жителя, в 1979—314. В 2002 году было 98 дворов, в 2010 — 85 домохозяйств. В период коллективизации образован колхоз «Шкул», в 2010 году действовало ООО «Чебоксарская птицефабрика».

## Население
Постоянное население составляло 289 человек (чуваши 99 %) в 2002 году, 269 в 2010.